# 100,000,000
10의 8제곱(108 = 100,000,000) 또는 1억(一億)은 만(萬)의 만 배인 자연수이며, 영어로는 Hundred Million이라고 표기한다. 억의 만 배는 조다. 

## 수학
- {\displaystyle {10}^{8}=100000000}
- {\displaystyle {10000}^{2}=100000000}

## 과학
- 우주의 나이는 137억 년이다, 그리고 우리가 사는 지구의 나이는 45억 년이다.

## 역사
- 일반적으로 조선시대 이전에는 '천만억(千萬億)', '억만(億萬)', '억조(億兆)', '억겁(億劫)' 등의 단어에 붙어 매우 큰 수나 양을 나타내는 추상적인 의미로 쓰이기도 했다.
- 고종실록에서 미국의 세출을 보고할 때에 현재와 같은 '억' 단위를 사용하였다.

## 기타
- 정본 판매량 집계가 1억 부를 넘는 작가들을 묶어 1억부 클럽이라고 한다.
- SI 접두어에서 기가(G)는 10억에 해당한다.
- 역수는 사(絲)다. (4가 아니다.)
- 신동엽의 Yes or No의 최대 당첨금은 1억 원이다.

## 108이상 109미만의 주요 자연수
- 100,000,007: 가장 작은 9자리 소수.
- 100,290,905: 가장 작은 9자리 오포체수.
- 102,334,155: 40번째 피보나치 수.
- 104,308,960: 32번째 테트라나치 수.
- 129,140,163 = 317
- 129,644,790: 17번째 카탈랑 수.
- 134,217,728 = 227
- 141,422,324: 39번째 뤼카 수.
- 165,580,141: 41번째 피보나치 수.
- 181,997,601: 34번째 트리보나치 수.
- 185,794,560: 18 이하의 모든 짝수 자연수의 곱.
- 190,899,322: 14번째 벨 수.
- 201,061,985: 33번째 테트라나치 수.
- 228,826,127: 40번째 뤼카 수.
- 244,140,625 = 512
- 267,914,296: 42번째 피보나치 수.
- 268,435,456 = 228
- 334,745,777: 35번째 트리보나치 수.
- 362,797,056 = 611
- 370,248,451: 41번째 뤼카 수.
- 387,420,489 = 318
- 387.559.437: 34번째 테트라나치 수.
- 433,494,437: 43번째 피보나치 수.
- 477,638,700: 18번째 카탈랑 수.
- 479,001,600: 12!
- 536,870,912 = 229
- 599,074,578: 42번째 뤼카 수.
- 615,693,474: 36번째 트리보나치 수.
- 701,408,733: 44번째 피보나치 수.
- 747,044,834: 35번째 테트라나치 수.
- 969,323,029: 43번째 뤼카 수.
- 998,988,970: 가장 큰 9자리 오포체수.